# Persiljemassakern
Persiljemassakern var ett massmord i oktober 1937 på haitier som bodde i Dominikanska republikens nordvästra del och i vissa delar av den angränsande Cibao-regionen. Dominikanska arméns trupper kom från olika delar av landet och förövade massakern på order av den dominikanske diktatorn Rafael Trujillo. Massakern resulterade i att tusentals haitier dödades vid dominikanska gränsen eller tvingades fly över gränsen.
Massmordet fick namnet persiljemassakern eftersom dominikanska soldater bad människor att uttala det spanska ordet för det: "perejil". De vars första språk var haitisk kreol hade svårt att säga det korrekt; något som kunde kosta dem deras liv.
Edwidge Danticat har skrivit boken Att skörda ben (The Farming of Bones, 1998) som utspelar sig i Dominikanska republiken under tiden för persiljemassakern.